# 조토구 (도쿄도)
조토구(城東区)는 도쿄부 도쿄시에 설치되었던 구이다. 현재의 고토구에 해당한다.

## 역사
- 1932년 10월 1일, 미나미카쓰시카군 전역이 도쿄시에 편입되면서 가메이도정, 오지마정, 스나정 구역으로 조토구를 설치.
- 1943년 7월 1일, 도쿄도제 시행으로 도쿄도 조토구가 됨.
- 1947년 3월 15일, 후카가와구와 조토구 구역을 합쳐 고토구를 설치함.